# Saison 3 de Julie Lescaut
Chronologie
Saison 2 de Julie Lescaut Saison 4 de Julie Lescaut
La troisième saison de Julie Lescaut, série télévisée française, est constituée de sept épisodes.